# ميغيل أنخيل لوزانو
ميغيل أنخيل لوزانو (بالإسبانية: Miguel Ángel Lozano) (16 سبتمبر 1978 بساباديل في إسبانيا - ) هو مدرب كرة قدم ولاعب كرة قدم إسباني في مركز الوسط. شارك مع منتخب كاتالونيا لكرة القدم. أما مع النوادي، فقد لعب مع بونفيرادينا وخيمناستيك طركونة وريال بيتيس ونادي بادالونا ونادي برشلونة ب ونادي برشلونة ج ونادي برشلونة ونادي ساباديل ونادي كاستييون ونادي ليفانتي ونادي مالقا ونادي تيراسا ‏.

## وصلات خارجية
- ميغيل أنخيل لوزانو على موقع قاعدة بيانات كرة القدم.إي يو (الإنجليزية)
- ميغيل أنخيل لوزانو على موقع Soccerway.com (الإنجليزية)
- ميغيل أنخيل لوزانو على موقع عالم كرة القدم.نت (الإنجليزية)